# ジョン・マシソン
ジョン・マシソン（John Mathieson, 1958年11月30日 - ）は、イングランドのドーセット出身の撮影監督。ガブリエル・ベリスタインのアシスタントを務めた後、1990年代半ばから映画撮影監督として活躍。これまでに2度アカデミー撮影賞にノミネートされている。

## 主な作品
- ツイン・タウン Twin Town （1997年）
- ヴィゴ Vigo （1998年）
- 愛の悪魔/フランシス・ベイコンの歪んだ肖像 Love Is the Devil: Study for a Portrait of Francis Bacon （1998年）
- プランケット&マクレーン Plunkett & Macleane  （1999年）
- グラディエーター Gladiator （2000年）
- ハンニバル Hannibal （2001年）
- 光の旅人 K-PAX K-PAX （2001年）
- マッチスティック・メン Matchstick Men （2003年）
- オペラ座の怪人 The Phantom of the Opera （2004年）
- キングダム・オブ・ヘブン Kingdom of Heaven （2005年）
- ブライアン・ジョーンズ ストーンズから消えた男 Stoned （2005年）
- 奇跡のシンフォニー August Rush （2007年）
- フラッシュバック Flashbacks of a Fool （2008年）
- ギャラリー Boogie Woogie （2009年）
- バーク アンド ヘア Burke & Hare （2010年）
- ロビン・フッド Robin Hood （2010年）
- X-MEN:ファースト・ジェネレーション X-Men: First Class （2011年）
- 47RONIN 47 Ronin （2013年）
- コードネーム U.N.C.L.E. The Man from U.N.C.L.E.  (2015年)
- PAN 〜ネバーランド、夢のはじまり〜 Pan   (2015年)
- LOGAN/ローガン Logan （2017年）
- キング・アーサー King Arthur: Legend of the Sword （2017年）
- シングルマザー ブリジットを探して American Woman (2018年)
- 名探偵ピカチュウ Pokémon Detective Pikachu （2019年）